# Palais Crețulescu
Le palais Crețulescu (en roumain: Palatul Crețulescu ou Palatul Kretzulescu) est un monument historique, ancien palais de la noblesse roumaine, situé dans le centre-ville de Bucarest, près du parc Cișmigiu.

## Historique
Ce bâtiment a été construit au début du XXe siècle pour le riche homme politique et médecin Nicolae Crețulescu, par l'architecte roumain Petre Antonescu.
Depuis 1972, le palais Crețulescu abrite le siège de l'UNESCO-CEPES (Centre européen de l'enseignement supérieur).